# Passerelle Eiffel
Pour les articles homonymes, voir Eiffel.
La « passerelle Eiffel » ou « passerelle Saint-Jean » est un ancien pont métallique ferroviaire situé sur la Garonne à Bordeaux.
Construite de 1858 à 1860, elle a été conçue par Stanislas de Laroche-Tolay, avec Paul Régnauld, ingénieur principal de la compagnie des chemins de fer du Midi, chef de services des travaux de la Compagnie générale de matériel de chemin de fer, et construite par les Établissements Gustave Eiffel.
Désaffectée depuis la mise en service d'un nouveau pont ferroviaire en 2008, la passerelle a été affectée après sauvegarde et transformations, à un usage de passerelle pour piétons et cyclistes dans le cadre du projet Euratlantique.

## Histoire
La passerelle a permis de relier les réseaux de deux compagnies ferroviaires : la Compagnie des Chemins de fer du Midi et la Compagnie du Chemin de fer de Paris à Orléans. Initialement, les voyageurs devaient descendre à la gare d'Orléans située sur la rive droite de la Garonne et devaient rejoindre la gare Saint-Jean, située sur la rive gauche, par le pont de pierre ou en bateau. 
La passerelle a été conçue en 1858 par Stanislas de Laroche-Tolay, ingénieur des Ponts et Chaussées, avec Paul Régnauld comme ingénieur en chef de la compagnie des Chemins de fer du Midi et Gustave Eiffel, alors jeune ingénieur âgé de 26 ans, qui assura la direction du chantier en sa qualité de chef de service des travaux de la Compagnie générale de matériel de chemin de fer. Eiffel s'occupe des fondations de l'ouvrage, en proposant son idée de technique de fondation à l'air comprimé et impose l'exécution des piles tubulaires avec le (Procédé Triger). Or, Gustave Eiffel était déjà l'auteur d'une étude intitulée Le fonçage par pression hydraulique des piles, concernant cette nouvelle technique. Cette opération, réussie, vaut à Eiffel une première reconnaissance dans le milieu de la construction métallique. Gustave Eiffel réutilisera cette technique en 1887 pour la construction des fondations de la tour Eiffel. En effet, côté Seine, les fondations de celle-ci étaient situées dans un ancien bras de la Seine remblayé et comblé. Afin que les ouvriers puissent travailler dans de bonnes conditions, on eut recours à quatre caissons métalliques étanches à l'air comprimé. 

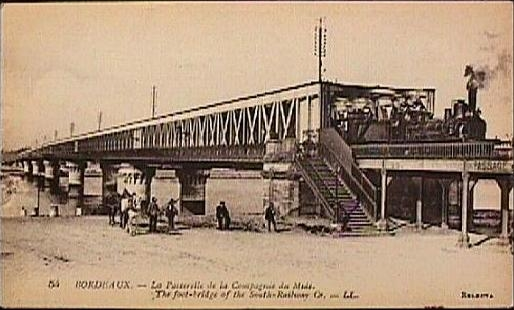
La passerelle en 1900.

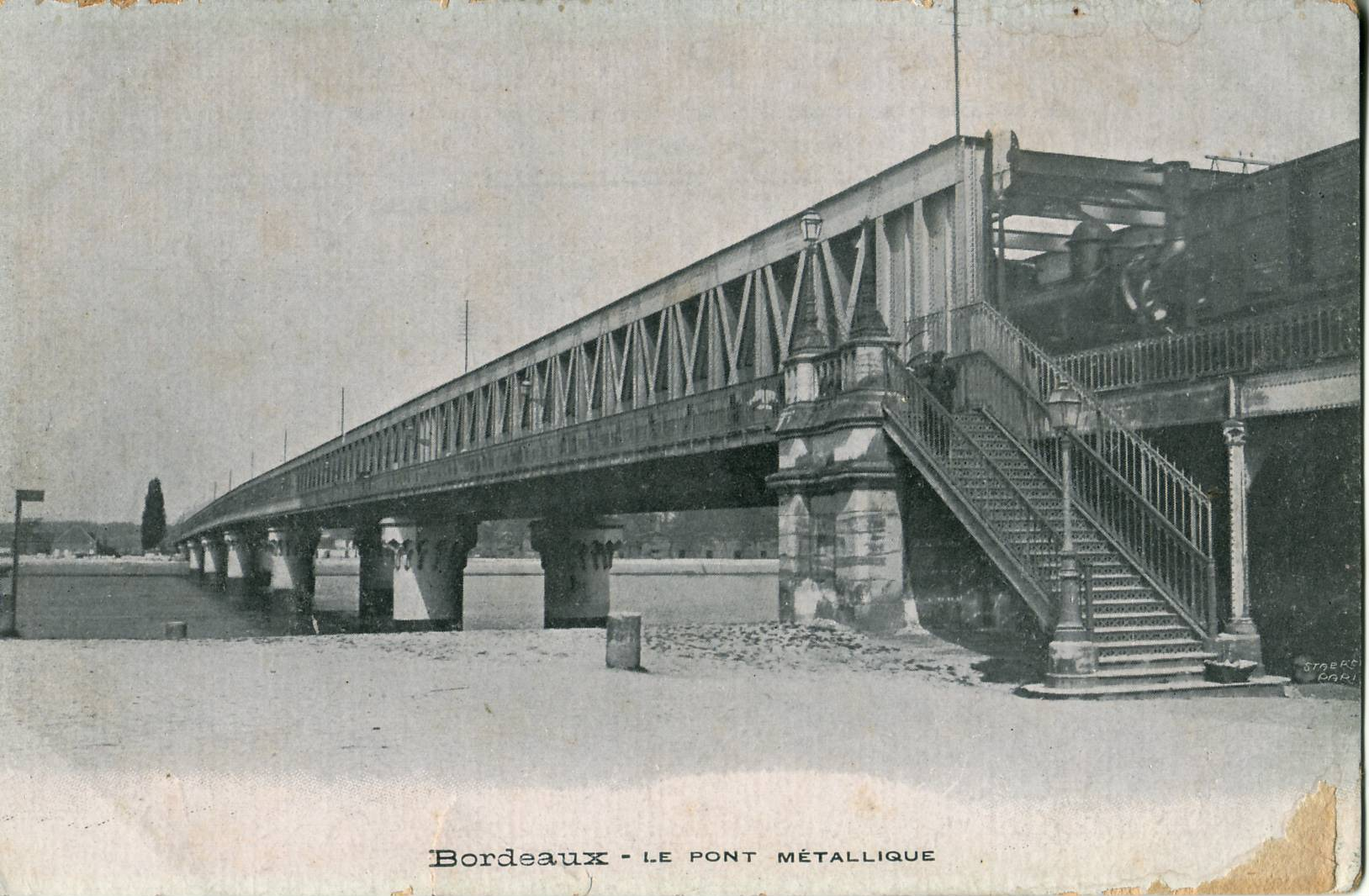
Autre vue de la même époque.

La passerelle métallique est de type pont droit en plaques de tôle de fer puddlé, assemblées et rivetées avec de longues poutres horizontales raidies par des croix de saint André. La passerelle présente une longueur de 509,69 m avec un tablier de 8,60 m de large. Elle repose sur 6 piles en maçonnerie et 2 culées pour l'accès de l'ouvrage. 
Les travaux furent confiés par Charles Nepveu fils, directeur de l'entreprise en France, à Gustave Eiffel, assisté de M. Haussen conducteur des travaux. Il faut noter qu'une source de 1860 (archives de Bordeaux Métropole XLVI-B 70) précise les rôles un peu différemment de chacun, soit :
- à la Compagnie du Midi : ingénieur principal : Paul Régnauld. Conducteur principal : G. Cathalot. Conducteurs : MM. Juteau et H. Dupont.
- à la Cie générale de matériel de ch. de fer : Dir. général : M. Pauwels. Dir. en France : Charles Nepveu. Chef de service des travaux : G. Eiffel. Chefs d'atelier : MM. Lelièvre et Hanssens.

Commencés le 15 septembre 1858, les travaux furent achevés courant août 1860. La passerelle fut ouverte à l'exploitation le 1er septembre 1860, après les épreuves d'essais en charge de l'ouvrage, le 13 août. Elle avait été inaugurée le 25 août 1860. Le Monde illustré du 25 août 1860 reconnaît l'esthétique de la passerelle Saint-Jean, remercie M. Stanislas de Laroche-Tolay et M. Régnault et cite : « Monsieur Gustave Eiffel, chef de service de l'entreprise, dont le talent précoce laisse concevoir de brillantes espérances ».

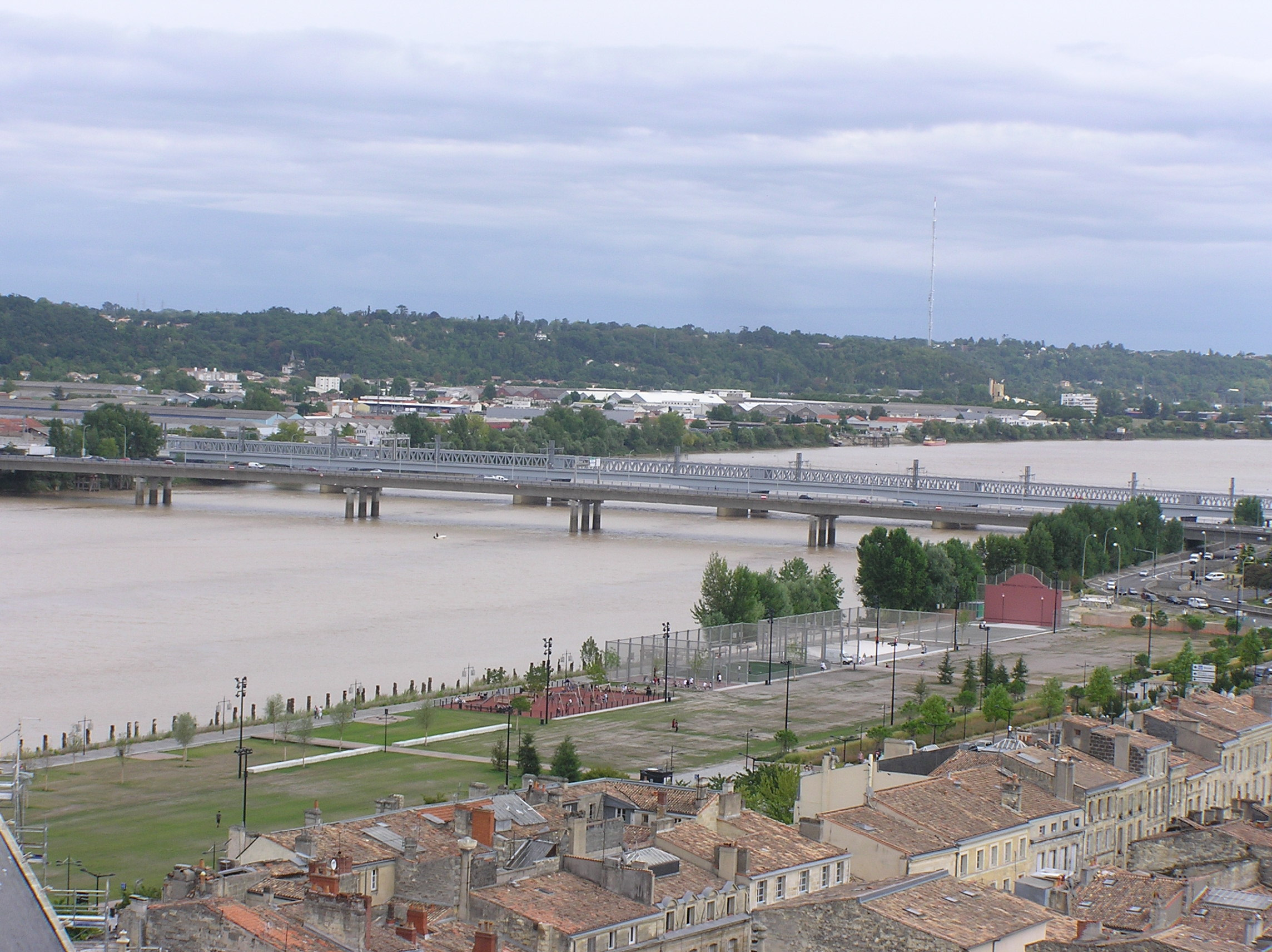
Le pont routier Saint-Jean, nouveau pont ferroviaire, et les croix de saint André de la passerelle, vus depuis la flèche Saint-Michel.

En 1862, une passerelle piétonne est ajoutée du côté aval de l'ouvrage. Celle-ci, devenue dangereuse à cause de la corrosion de certaines pièces, a été démontée en 1981. Une légende bordelaise tenace, reprise même dans des ouvrages sérieux, attribue à ce passage en accolement le nom de « passerelle » donné à l'ouvrage. En réalité, c'était déjà fait quatorze ans avant la construction de l'ouvrage, ce que démontre un plan consultable aux Archives de Bordeaux Métropole (côte XL-A-264). En effet, à cette époque, on désignait ainsi tous les nouveaux ouvrages n'ayant pas recours à la maçonnerie, en raison de leur apparente légèreté. 
La passerelle Eiffel comportait seulement deux voies ferrées, avec une vitesse limitée à 30 km/h pendant ses deux dernières années d'utilisation ferroviaire, qui causait un goulet d'étranglement responsable de la saturation du trafic à destination ou en provenance du Nord de la France. Dans le cadre de la suppression du bouchon ferroviaire de Bordeaux, un deuxième pont à quatre voies a été construit et mis en place, sous le contrôle de Réseau ferré de France, maître d'œuvre . Il fut ouvert à la circulation ferroviaire le 11 mai 2008, après la dernière circulation sur la passerelle, le 8 mai 2008. La mise en service complète des quatre voies a été réalisée en 2010.

## Incident
Gustave Eiffel, présent sur la passerelle pendant les travaux, sauva un jour la vie d'un ouvrier tombé dans la Garonne en plongeant dans le fleuve pour le sortir de l'eau.

## Devenir de la passerelle
Après la réalisation du nouveau viaduc adapté à l’augmentation du trafic faisant suite à l’inauguration de la LGV Sud Europe Atlantique, il fut envisagé de détruire la passerelle Eiffel devenue obsolète. Toutefois l'intervention du directeur, au sein de l'UNESCO, du Centre du patrimoine mondial, Francesco Bandarin, a permis d'interrompre le projet de démolition prévu pendant l'été 2008 et d'engager une réflexion quant aux solutions permettant de conserver l'ouvrage. Ainsi la ministre de la Culture et de la Communication Christine Albanel, en liaison avec le maire de Bordeaux Alain Juppé a décidé de placer la passerelle sous le régime de l’instance de classement au titre des Monuments historiques.
Au printemps 2009, la commission régionale du patrimoine et des sites s'est prononcée pour une inscription de la passerelle Eiffel au titre des Monuments historiques. Ainsi, la passerelle pouvait être conservée et transformée en espace ludique.
La passerelle préservée a finalement été classée au titre des Monuments historiques par arrêté du 22 février 2010,. L'architecte Jean de Giacinto a conçu, en collaboration avec le plasticien David Durand, une mise en lumière de l'ouvrage.
En juillet 2020, la future affectation de la passerelle n'est pas encore officiellement décidée. Elle pourrait devenir, dans le cadre du projet Euratlantique, un franchissement pour piétons et vélos. SNCF Réseau, actuel propriétaire de l'ouvrage, entreprend en 2019 d'importants travaux de sauvegarde et, afin de pallier les dégradations causées par la corrosion, entreprend une mise en peinture d'un gris anthracite, plus soutenu que celui qui la recouvrait auparavant, avant de la céder à une collectivité chargée de son entretien.